# فينج جيونيان
فينج جيونيان (بالصينية: 冯俊彦) (18 فبراير 1984 بغوانزو في الصين - ) هو لاعب كرة قدم صيني في مركز الوسط. لعب مع غوانغجو إفرغراند تاوباو.

## روابط خارجية
- فينج جيونيان على موقع الاتحاد الدولي (مؤرشف)  (الإنجليزية)